# Planète inférieure et planète supérieure

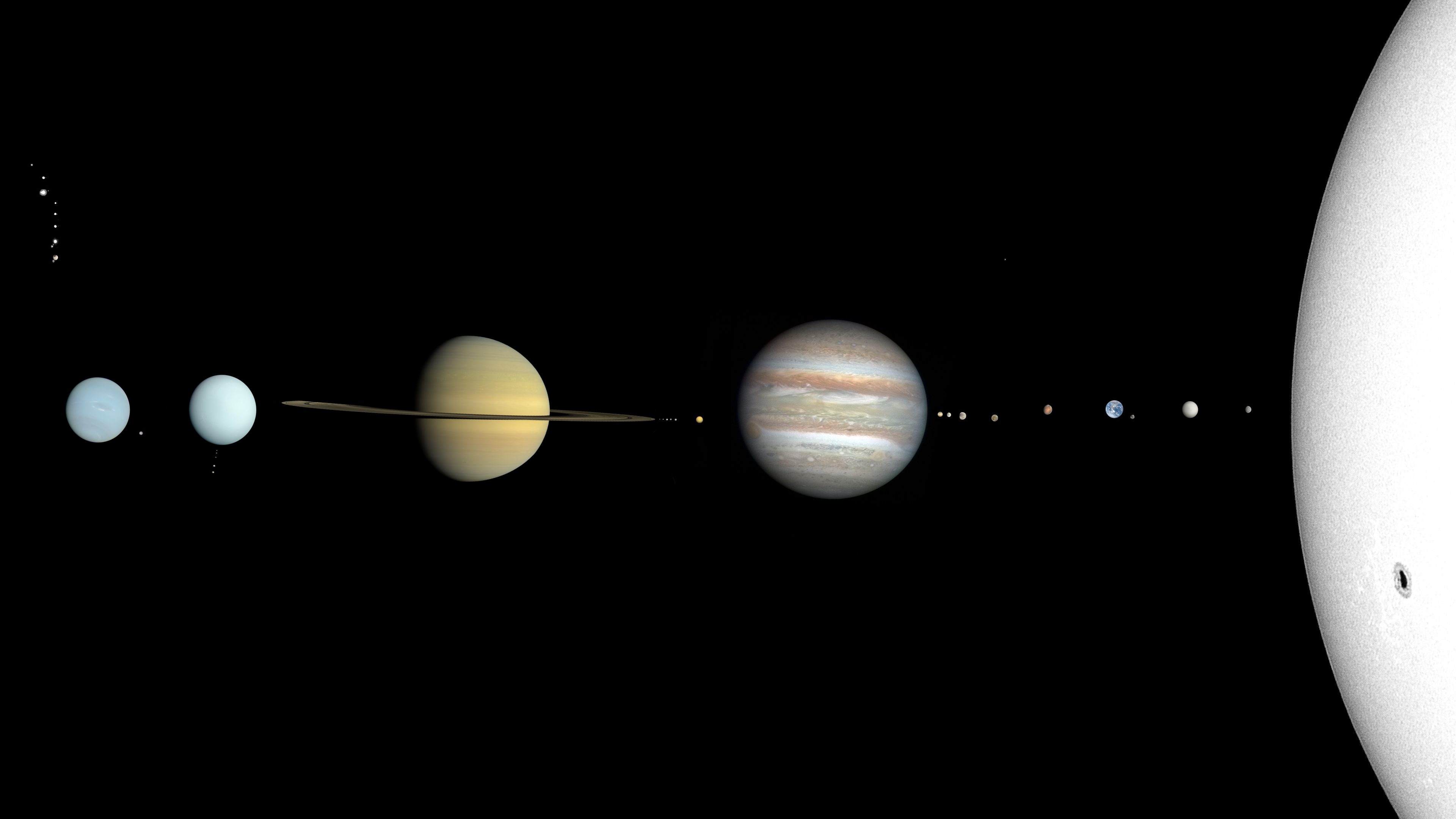
Planètes du Système solaire (les distances ne sont pas à l'échelle).

Les planètes inférieures et les planètes supérieures sont les planètes du Système solaire dont l'orbite est respectivement plus petite ou plus grande que celle de la Terre :
- Mercure et Vénus sont des planètes inférieures ;
- Mars, Jupiter, Saturne, Uranus et Neptune sont des planètes supérieures.

Plus généralement, on peut parler d'une planète inférieure ou supérieure par rapport à une autre : la Terre est une planète inférieure par rapport à Mars, et supérieure par rapport à Vénus.
On utilise aussi les termes de planètes internes et de planètes externes, mais avec une définition qui varie selon les sources :
- ils peuvent être synonymes des précédents ;
- ils peuvent désigner respectivement les planètes telluriques (Mercure, Vénus, la Terre et Mars) et les planètes géantes (Jupiter, Saturne, Uranus et Neptune).